# Ancistris saturnina
Ancistris saturnina là một loài bướm đêm trong họ Noctuidae.